# Плицино
Плицино — деревня в Торопецком районе Тверской области. Входит в состав Реча́нского сельского поселения.

## История

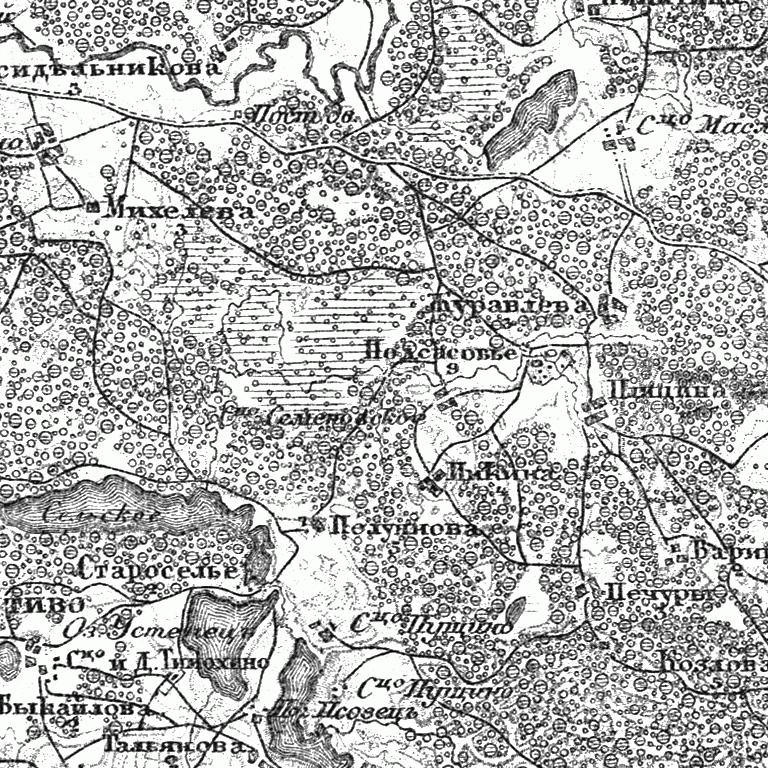
Деревня Плицина (справа) на карте 1901 года

На топографической карте Фёдора Шуберта 1867 — 1901 годов деревня обозначена под названием Плицина с четырьмя дворами.
На карте РККА 1923—1941 годов деревня обозначена под современным названием Плицино. Имела 14 дворов.
До 2005 года деревня входила в состав упразднённого в настоящее время Грядецкого сельского округа.

## География
Деревня расположена в юго-восточной части района. Ближайший населённый пункт — деревня Подсосонье.
Расстояния (по автодорогам):
- До районного центра, города Торопец — 23 км.
- До центра сельского поселения, деревни Речане — 15 км.

Климат
Деревня, как и весь район, относится к умеренному поясу северного полушария и находится в области переходного климата от океанического к материковому. Лето с температурным режимом +15…+20 °С (днём +20…+25 °С), зима умеренно-морозная −10…−15 °С; при вторжении арктических воздушных масс до −30…-40 °С.
Среднегодовая скорость ветра 3,5—4,2 метра в секунду.

## Население
| 2010 |
| ---- |
| 1    |

В 2002 году население деревни составляли 2 человека.
Национальный состав
Согласно результатам переписи 2002 года, в национальной структуре населения русские составляли 100 % от жителей.